# Campi Flegrei
Campi Flegrei (fra græsk φλέγω phlego "at brænde"; dansk: De brændende marker) er Europas største vulkan spredt ud over et stort område beliggende vest for Napoli, Italien. Det er en af verdens 47 kendte supervulkaner. Den er stadig aktiv og området udviser 24 kratere. De fleste af dem ligger under vandet, og hydrothermisk aktivitet kan observeres. Aktiviteten viser sig også ved gasudslip i Solfatara krateret (navngivet efter det mytologiske hjem for den romerske gud, Vulcan) og ved sænkninger og hævninger, såkaldte bradyseismiske fænomener. Campi Flegrei og Vesuv har et fælles magmakammer på ca. 440 km2 kun 10 km under overfladen. Området overvåges af Vesuvius Observatoriet.
Hvis Campi Flegrei går i superudbrud, kan det få de alvorligste konsekvenser for de mange mennesker, der bor direkte over på magmakammeret; Campi Flegrei betegnes som den tættest befolkede vulkan i verden.

## Den ældste aktivitet
Det antages at den ældste aktivitet, der kan spores, er det såkaldte Campanian Ignimbrite-udbrud for 39.280 ± 110 år siden af Archiflegreo-vulkanen, der producerede omkring 500 km3 vulkansk aske, et såkaldt superudbrud. Udbruddets eksplosivitetsindeks, VEI var 7.
Datering af Campanian Ignimbrite-udbruddet til omkring 39.000, kæder denne vulkanske katastrofe sammen med befolkningsmæssige ændringer, der fandt sted både inden for og uden for Middelhavsområdet. Disse ændringer omfatter kulturelle overgange i stenalderen og erstatning af neandertalerne med den anatomisk moderne Homo sapiens, et emne for vedvarende debat.